# Tricicle
Tricicle es una compañía española de teatro cómico basada en el lenguaje gestual. Está formada por sus tres actores y fundadores: Carles Sans, Joan Gràcia y Paco Mir. Fundada en Barcelona, en el año 1979, lleva más de 40 años ofreciendo su particular humor en teatros de todo el mundo. Su universal sentido del humor y la ausencia de texto hablado en sus obras les facilita la exportación de estas a todo tipo de países, donde gozan de un notable reconocimiento. Está actualmente considerada por los críticos como una de las mejores compañías de mimo cómico del mundo.

## Historia
Tricicle nace el día 1 de noviembre de 1979 en las calles de Barcelona, ciudad natal de sus tres integrantes. Carles Sans, Joan Gràcia y Paco Mir eran alumnos del Instituto del Teatro de Barcelona, en las secciones de Pantomima y Arte dramático, y se unen para empezar a representar pequeños sketches, utilizando solo la mímica, en las calles de Barcelona. Pronto tuvieron la oportunidad de actuar en diversas salas alternativas de la ciudad condal, donde durante tres años empiezan a ser conocidos por su particular propuesta escénica.

## Componentes
Joan Gràcia nació en el Pueblo Seco de Barcelona en 1957, y es actor, director, guionista y productor español. Paralelamente a Tricicle ha producido alguna zarzuela, espectáculos para la compañía clónica de Tricicle, Clownic y algunos guiones para cortos y ha diseñado vestuario para operas (1993. Diseño de vestuario de El barbero de Sevilla de Rossini. Ópera adaptada para niños). Ha colaborado en numerosas obras de teatro (dirección, adaptaciones, producción…) y ha trabajado en televisión para Canal + y Barcelona Televisió (BTV). En cine, protagonizó el cortometraje Quien mal anda, mal acaba de Carles Sans, además de producir y codirigir ”Mendigos sin fronteras”. Como guionista cuenta con dos largometrajes; Si te llamases Aretha y La chacha de Bond y un corto El euro se acerca.
Carles Sans nació en Badalona en 1955, y es actor, guionista, director y humorista español. Desde 2002 escribe quincenalmente en el diario El Mundo de Catalunya. Como director teatral ha dirigido y adaptado la película de Fernando León de Aranoa Familia y la ópera El barbero de Sevilla (para público infantil) producida por el Gran Teatro del Liceo de Barcelona. En 2008, junto con sus compañeros de Tricicle, ha puesto en escena el musical Spamalot de Monty Python y más recientemente, Forever Young, una comedia musical sobre el paso del tiempo. Además ha escrito y dirigido los cortometrajes: Quien mal anda mal acaba, y A la mañana siguiente, entre otros, nominados dos de ellos a los premios Goya.
Paco Mir, nacido en Barcelona el 15 de noviembre de 1957, es un humorista, actor, director, guionista, diseñador y productor español. Dentro del mundo del teatro ha adaptado y dirigido obras como Políticamente incorrecto, o La cena de los idiotas, de Francis Veber, y ha escrito dos obras: No es tan fácil y ¿Conoces a Prosineckty? Ha colaborado en numerosas películas, dirigiendo en 2003 Lo mejor que le puede pasar a un cruasán. Su labor como guionista abarca desde cine hasta historieta —medio para el que también dibujó publicando en revistas como el TBO y El Jueves—, pasando por la televisión y la publicidad. En 2008 adaptó el musical Spamalot de los Monty Python, introduciendo más humor, versión que obtuvo una gran reputación. Dos años después, adaptó Noises Off al catalán.

## Años 1980
En 1982 tienen la primera propuesta profesional: estrenan en el Teatro Villarroel de Barcelona Manicomic, una recopilación de los mejores gags creados a lo largo de sus tres años de vida. El espectáculo se convierte en la gran revelación de las salas barcelonesas, cosechando una gran acogida de público y crítica. Ese mismo año reciben el primer reconocimiento profesional de su carrera: un premio en el Festival de Teatro de Sitges.
En 1983 se fija en ellos "Chicho" Ibáñez Serrador, que les da la oportunidad de hacer un gag en el programa de televisión más visto de España en aquella época: el Un, dos, tres... responda otra vez. Hacen una hilarante interpretación de la canción de Julio Iglesias «Soy un truhan, soy un señor», que causa impacto en toda España. Esa actuación les lanza a la fama, y les abre las puertas de la Sala Cadarso de Madrid, y la oportunidad de poder producir un nuevo espectáculo.
En 1984 estrenan Exit. Este es su primer espectáculo monotemático. La acción se desarrolla en el hall de un aeropuerto y en el interior de un avión; dos únicos ambientes por los que se mueven incesantemente más de treinta personajes (pilotos, turistas, azafatas, ejecutivos, pensionistas...) interpretados por solo tres actores. Superando las previsiones más escépticas, crean un espectáculo sobre el comportamiento humano en un aeropuerto y despegan hacia esa selectiva galaxia teatral reservada exclusivamente para el teatro de gesto. El espectáculo no solo hará gira por las principales ciudades españolas, sino que saldrán por primera vez de España, invitados a representar la obra en diversos países. Se estrenó el 13 de marzo de 1984 en la Sala Villarroel de Barcelona.

### Slastic
En 1986 es un año especialmente fructífero para Tricicle. Estrenan su tercera obra, Slastic: una sucesión de cómicas situaciones sobre el mundo del deporte. Tuvo un notable éxito con el que abarrotaron teatros de España, Europa y América durante años.[cita requerida] Hoy en día todavía se considera a Slastic la mejor creación de Tricicle. La propia compañía escogería esta obra, en noviembre de 2004 para celebrar su 25 aniversario.
El éxito de Slastic les abrió otras posibilidades profesionales. En el mismo 1986, Tricicle se unió a otras dos compañías catalanas, Dagoll Dagom y Anexa, para fundar la productora 3xtr3s (tres por tres). La nueva empresa, además de producir espectáculos de las tres compañías y de otros grupos, se adjudicó la gestión del Teatre Victòria, de Barcelona. La primera obra que produjo 3xtr3s en el Teatre Victòria fue La botiga dels horrors (La tienda de los horrores), de Howard Ashman. En 1987 estrenaron Tres estrelles, su primera serie de televisión.

## Años 1990
En 1992 estrenaron su cuarto espectáculo, Terrrífic, un espectáculo en el cual la compañía propone un divertido recorrido por una casa del terror. En el podremos ver distintos gags protagonizados por seres terroríficos y estancias encantadas. 
Estrenan también su segunda serie de televisión, Fiestas populares, y empezaron a preparar el primer cortometraje que los introduciría en el mundo del cine. Pero de 1992, sobre todo, se les recuerda por el número que, el 9 de agosto de 1992, interpretaron en el Estadio Olímpico de Montjuïc, en el marco de la ceremonia de clausura de los Juegos Olímpicos de su ciudad natal, Barcelona. Fue un número sencillo que incluía una simpática reverencia a los mandatarios políticos más importantes del mundo que ocupaban el palco del estadio, pero tuvo un impacto mediático muy importante. Era el primer gag cómico que se hacía en una ceremonia de clausura de unos Juegos Olímpicos y fue presenciado en directo por millones de telespectadores de todo el planeta.
La incansable actividad del grupo y las constantes solicitudes que les llegaban de todo el mundo los desbordó hasta el punto que, para poderse concentrar en nuevas tareas creativas, concibieron unos clones de sí mismos: Clownic. Crearon una segunda compañía, que ellos mismos dirigirían, y que se encargaría de hacer representaciones de sus obras en países de todo el mundo mientras ellos podían centrarse en otras cosas.
En 1996 crean su quinto espectáculo, Entretres, en el que vuelven a su propia esencia representando distintos sketchs que son independientes unos de otros. Los autores afirman que tras varios años representando espectáculos con gags monotematicos, este incluye todos sketchs quedes les ocurrieron pero que en ese momento no tenían cabida en ninguna de sus representaciones. Entretes se representarían durante tres años en diversas ciudades del mundo.
En 1999 estrenaron Tricicle 20, una antología de los mejores gags de sus diferentes espectáculos, con el que conmemoraron su vigésimo aniversario. En él era el propio publicó el que podía elegir que gags quería ver cada noche en el escenario, a través de una selección de más de 40 que habían propuesto dichos autores.

## Años 2000
En 2002 estrenaron su espectáculo Sit: una colección de cómicas situaciones en torno a un objeto tan común y universal como es una silla. Tricicle ya había utilizado a este objeto como protagonista de numerosos sketchs de sus anteriores espectáculos como Slastic, Exit o Entretrés. A la vez pretende ser un trabajo teatral donde la estética y la funcionalidad de la silla la convierten en un actor más. Tricicle crea un espectáculo en el que el humor es tratado desde el juego escenográfico y estético, incorporándolo a su habitual trabajo teatral de situaciones cotidianas, donde el público se ve reflejado una y otra vez. En invierno de 2004 la representaron durante tres meses en París, ciudad donde tienen una notable consideración.
El 3 de noviembre de 2004 celebraron su 25.º aniversario con un histórico espectáculo que reunió a más de 15 000 espectadores en el Palau Sant Jordi de Barcelona. El acto (coproducido con el Diario Sport, que también celebraba su vigesimoquinto aniversario) se denominó 25+25. Consistió en una especial recreación de su obra de mayor éxito, Slastic. En la representación participaron algunos de los mejores deportistas de España de los últimos 25 años (Ángel Nieto, Miguel Induráin, Àlex Corretja, Sergi Bruguera, Ronaldinho, Hristo Stoichkov...), que se prestaron a representar cada uno de los gags de la obra. También participaron en el acto humoristas como Millán Salcedo, Santiago Segura o Pepe Rubianes.
En 2005, y con más de 25 años de vida, Tricicle sigue haciendo giras por países de todo el mundo, desde China a Túnez pasando por Portugal, Austria o Argentina, y a la vez continúa trabajando en multitud de nuevos proyectos. Mientras tanto, su segunda compañía, Clownic, sigue haciendo cada vez más actuaciones en todos aquellos lugares a los que Tricicle no puede llegar.
En el año 2007 estrenan su octavo espectáculo Garrick, un espectáculo en el cual homenajean al humorista británico David Garrick. David Garrick fue un reconocido actor inglés del siglo XVIII. Estaba tan extraordinariamente dotado para la comedia, que los médicos recomendaban sus actuaciones como una especie de remedio mágico, capaz de sanar cualquier pena del alma. Podríamos decir que Garrick, sin saberlo, fue el primer risoterapeuta de la historia.

## Desde los años 2010 a la actualidad
En el año 2012 llega Bits, el que anuncian como su último espectáculo de creación. Con Bits lo que hacemos es saltar de un sketch a otro como lo haríamos si estuviéramos consultando distintas páginas de internet. Es este espectáculo no erradica tanto en su estética no es tan futurista si no que nuevo vuelven de nuevo a sus orígenes y se permiten crear un último espectáculo de gags individuales. «El humor y los clics son imprevisibles y si hay alguien capaz de seguir su libre albedrío son los BITS, unos seres intangibles capaces de cambiar de aspecto en milisegundos con el único fin de que el espectáculo no pierda el hilo de la lógica más absurda.»
En 2015 publican su segundo libro TrIcicle, de la Z a la A, que es descrito por sus propios autores como; «Un libro ni psicológico ni trascendental, pero incluye técnicas para vestirse deprisa o para saber encontrar el punto justo de energía para salir a escena».
Y por último en 2016 estrenan el que anuncian como su último espectáculo Hits, que recoge los mejores sketches de toda su trayectoria. Como hicieron anteriormente con Tricicle20 será el público que asista a la función el que podrá elegir por medio de sus web qué gags quiere ver entre los más de cuarenta propuestos por los artistas. En 2018 anuncian su retirada, aunque todavía giran con su espectáculo por toda la península.

## Adaptaciones
En los años 2008 y 2013 el grupo Tricicle también se atrevió a adaptar y dirigir dos famosos musicales tan reconocidos como son Spamalot, de los Monty Python o Fourever Young de Eric Gedeon.
En 2008, con Spamalot, el trío queda detrás del telón y en su lugar los papeles de la obra son interpretados por actores como Jordi Bosch o Fernando Gil. La obra resulta ser muy fiel a la original, pero adaptándola al humor español. Un espectáculo que llegó a representar más de 400 funciones en el teatro Lope de Vega de Madrid.
En 2013 adaptan y dirigen la obra Forever young, de Eric Gedeon, de nuevo interpretada por otros actores. Una obra que habla de unos ancianos que pasan sus últimos días en una residencia recordando los momentos pasados de su vida. Un musical que recoge las míticas canciones I Will survive, Barbie Girl o Forever Young entre otras. Y que cuenta con una plástica decadente, pasada y rancia, característica del texto.

## Clownic de Tricicle
Desde el año 1998 se sitúa una segunda compañía, nacida desde Tricicle, que pone en escena los espectáculos pasados de su compañía madre, como son: Slastic, Tricicle o Sit. Esta segunda compañía llamada Clownic está compuesta por los actores Eduard Méndez, Gerard Domenech y Xevi Casals. Sus espectáculos siempre están supervisados por los fundadores originales. Además Clownic se ha configurado como una compañía propia que ha conseguido incluso crear un espectáculo original Ticket, estrenada en el año 2011. Ticket es un viaje por la historia del cine de humor, un espectáculo de teatro de acción que toma como punto de partida las secuencias cómicas más universales: Charles Chaplin, Los hermanos Marx, Keaton, Rowan Atkinson y Monty Python, entre otros, para transformarlas y trasladarlas al escenario reinterpretadas a la manera de Clownic.

## Espectáculos teatrales
- 1982: Manicomic
- 1984: Exit
- 1986: Slastic
- 1992: Terrrific
- 1996: Entretres
- 1999: Tricicle 20
- 2002: Sit
- 2007: Garrick
- 2008: Spamalot (Adaptación)
- 2012: Bits
- 2013: Forever Young (Adaptación)
- 2016: Tricicle Hits

## Cine
- Largometrajes
  - 1995: Palace
- Cortometrajes:
  - 1993: Quien mal anda, mal acaba
  - 1995: David
  - 1996: Mendigos sin fronteras
  - 1997: Polvo eres
  - 2002: Sit (documental)

## Televisión
- 1987: Tres estrellas
- 1992: Fiestas populares
- 1994: Chooof!
- 1999: Pecera de BTV
- 2000-2003: Dinamita[4]
- 2005: Teletipos
- 2005: Trilita
- 2010: Més dinamita

## Espectáculos especiales
- 1992: Juegos Paralímpicos
- 1992: Ceremonia de clausura de los Juegos Olímpicos de Barcelona
- 1992: Expo'92 Sevilla
- 1993: Special Olympics
- 2004: Inauguración del Museo Es Baluard de Palma de Mallorca (2004)
- 2004: 25 + 25

## Libros
- 1995: Palace: Una película de El Tricicle
- 2015: Tricicle; De la Z a la A

## Premios y reconocimientos
- Premio Max de Honor 2023, por "su genialidad en el arte del mimo" (2023)